# Kilkenny (cheval, 2012)
Pour les articles homonymes, voir Kilkenny (homonymie) et Kilkenny (cheval).
Kilkenny (né le 1er mai 2012) est un cheval hongre gris inscrit au registre de l'Irish Sport Horse, monté en saut d'obstacles par Cian O'Connor. 
Il présente des performances impressionnantes, étant sélectionné pour les Jeux olympiques de Tokyo en août 2021 malgré son jeune âge de seulement 9 ans. 

## Histoire
Il naît le 1er mai 2012 à l'élevage d'Ita Brennan, en Irlande. Il est formé par Sophie Richards, puis monté un an par le cavalier portugais Duarte Seabra.
Il est monté par le cavalier irlandais Cian O'Connor depuis octobre 2020. Il remporte le CSI2* de Valence. L'année de ses neuf ans, il présente des performances impressionnantes au regard de son jeune âge, arrivant au niveau des CSI5*. 
Il arrive notamment sur le podium (3e place) du Grand Prix CSI4* de Valkenswaard
En mai 2021, le magazine Grand Prix lui consacre un portrait, la journaliste Sophie Loos voyant en lui un « prodigieux irlandais qui pourrait devenir “l’un des meilleurs chevaux de la planète” ».

### Participation aux Jeux olympiques de Tokyo 2020
Kilkenny a été sélectionné pour les Jeux olympiques de 2020 à Tokyo (reportés en 2021).
Il manque de très peu sa qualification au barrage, avec du temps dépassé, en raison d'un saignement de nez (épistaxis) survenu pendant son parcours. Malgré l'abondance du saignement, le jury n'a pas stoppé le parcours de Kilkenny, l'épistaxis ne constituant pas un motif témoignant d'une maltraitance.
Ce saignement de nez pousse Cian O'Connor à ne pas poursuivre la compétition avec son cheval. La FEI se veut ensuite rassurante concernant l'état de santé de Kilkenny.

## Description
Kilkenny est un hongre de robe grise, inscrit au stud-book de l'Irish Sport Horse. 

## Palmarès
Il termine l'épreuve individuelle des J.O. de Tokyo à la 7e place mondiale.

## Origines
C'est un fils de l'étalon Cardento. Sa mère MHS Pembrook Lady est une fille de l'étalon Selle français Guidam, fils de Quidam de Revel.